# Сигма Скорпиона
Си́гма Скорпио́на (σ Sco / σ лат. Scorpii) — кратная переменная звезда в созвездии Скорпиона. Имеет историческое собственное имя аль-Ният (араб. النياط‎ al-niyāţ), что переводятся с арабского как «артерии», однако, в настоящее время это название чаще применяется к Тау Скорпиона.
Главный компонент Сигма Скорпиона A классифицируется как бело-голубой гигант спектрального класса B1. Звезда также имеет переменность типа β Цефея и её видимая звёздная величина меняется от +2,86m до +2,94m по сложному закону, в котором можно выделить 3 периода: 0,2468429, 0,239671 и 8,2 дня.
Вокруг звезды вращается компаньон, который является звездой главной последовательности спектрального класса O9,5. Он находится недалеко от главного компонента, обращаясь вокруг него с периодом 33 дня и периодически затмевая его, то есть система Сигма Скорпиона A является затменной двойной.
На расстоянии как минимум 120 а. е., то есть в 4 раза больше, чем расстояние от Нептуна до Солнца, находится ещё один компонент Сигма Скорпиона C, который имеет видимую звёздную величину +5,2m и обращается вокруг компонента А с периодом больше ста лет.
На угловом расстоянии 20 угловых секунд, что соответствует линейному расстоянию более 4500 а. е., находится ещё один компаньон Сигма Скорпиона B. Он является бело-голубой звездой главной последовательности спектрального класса B9 и имеет видимую звёздную величину +8,7m.